# St. Vitus (Schoningen)

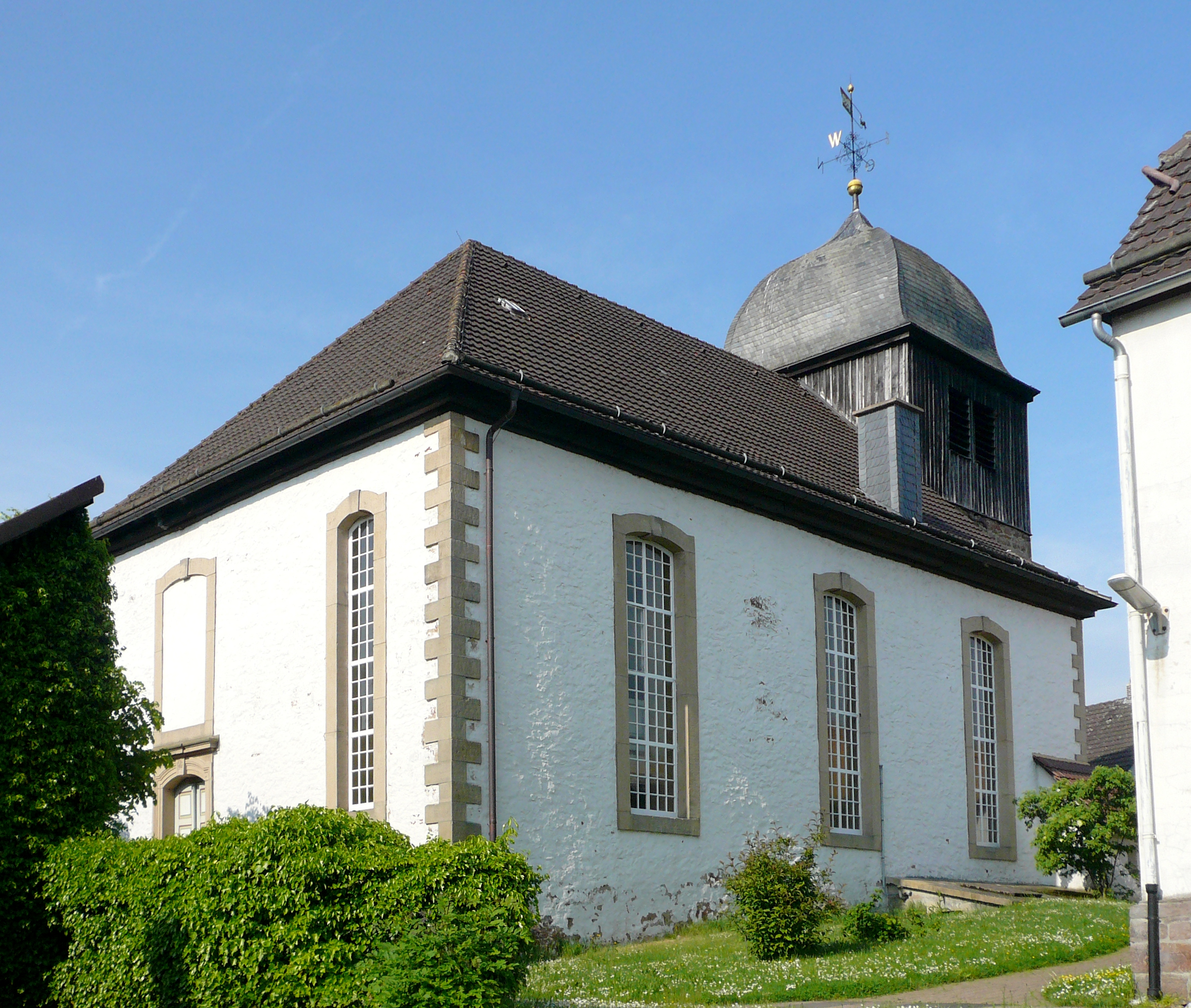
St.-Vitus-Kirche in Schoningen

Die evangelisch-lutherische Kirche St. Vitus steht in Schoningen, einem Dorf und Ortsteil der Stadt Uslar im Landkreis Northeim von Niedersachsen. Das denkmalgeschützte Gebäude ist eine Predigtstätte der St.-Vitus-Kirchengemeinde Am Solling. Diese Kirchengemeinde gehört zum Kirchenkreis Leine-Solling des Sprengels Hildesheim-Göttingen der Evangelisch-lutherischen Landeskirche Hannovers.

## Geschichte
Die Kirche ist eine Gründung des Stifts Corvey, darauf deutet der Name hin. Die erste Kirche in Schoningen wurde um das Jahr 1100 im romanischen Baustil errichtet. In der heutigen Kirche ist ihr Grundriss im Fußboden sichtbar gemacht, ebenso wie der Umriss einer alten Taufe. Nachdem die Kirche abgebrannt war, erfolgte 1525 ihr Wiederaufbau im gotischen Baustil durch den Burggraf Heimart von Helversen. Nach 1722 verfiel die Kirche zusehends, 1728 stürzte der Glockenturm ein. Philipp von Hattorf, der das Kirchenpatronat innehatte, legte 1736 den Grundstein für die heutige barocke Kirche.

## Beschreibung

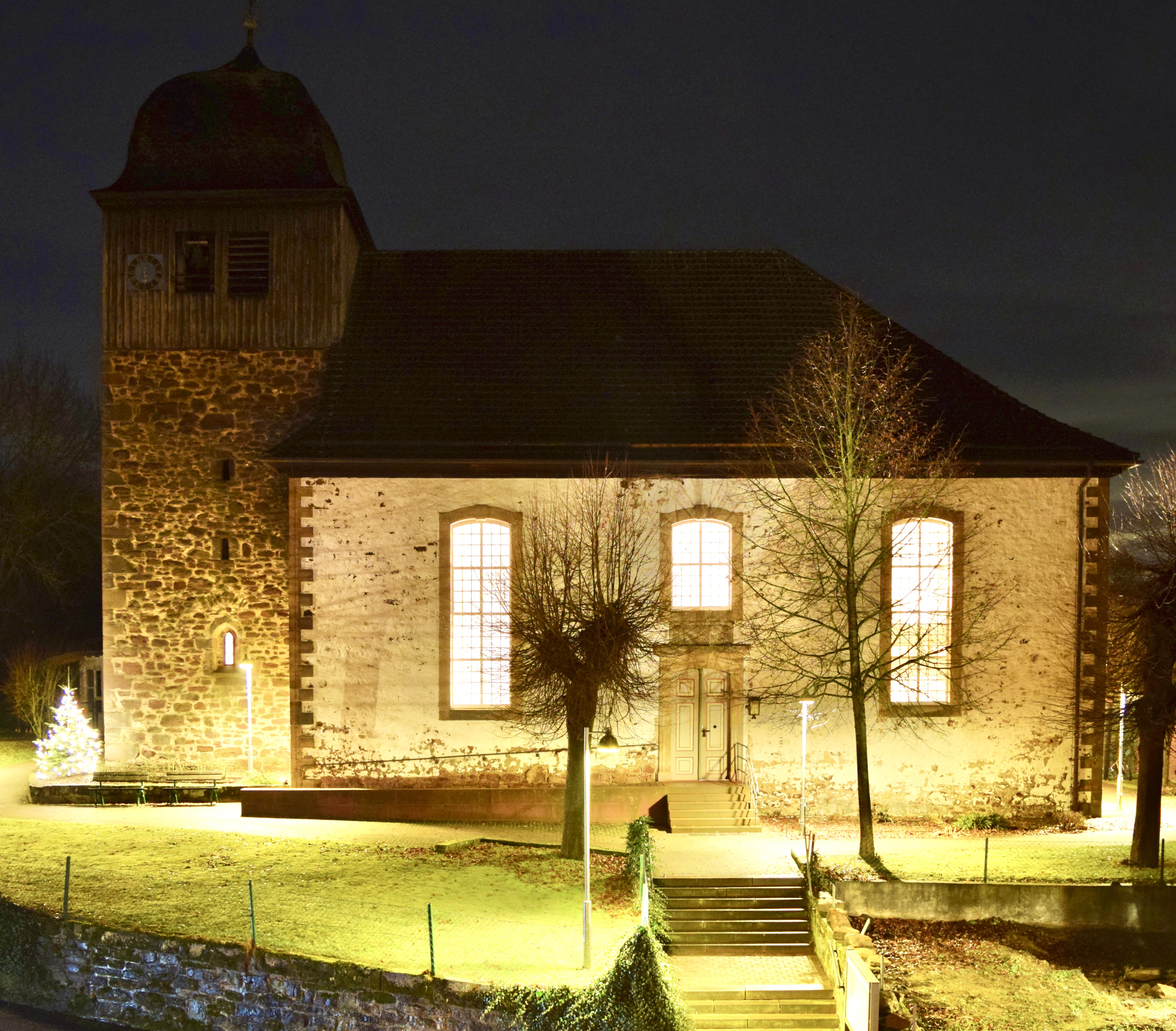
St.-Vitus-Kirche in der Weihnachtszeit

Das Langhaus und der Chor der Saalkirche haben zusammen drei Joche. Die unteren Geschosse des Kirchturms im Osten aus Bruchsteinen stammen vom Vorgängerbau. Der ehemalige Chorturm wurde als Glockenturm ausgebaut; der Untergrund im westlichen Bereich der Kirche war für die Errichtung eines Glockenturms nicht tragfähig genug. 1882 wurde ein weiteres Geschoss aus Holz errichtet, hinter dessen Klangarkaden sich der Glockenstuhl befindet. Darüber ist eine glockenförmige schiefergedeckte Haube, die mit einer Turmkugel bekrönt ist.
Das Portal befindet mit Sandsteinrahmen sich an der Nordseite und weist folgende Inschrift auf: „Hier ist die Pforte des Himmels 1. Mose 28. V 17 – ANNO 1737.“ Man nimmt an, dass sich die wenige Jahre später entstandene Ausmalung der flachen Holzdecke hierauf bezieht. Dargestellt ist der offene Himmel und die göttliche Dreieinigkeit.
Das Joch des Chors ist mit einem Kreuzgratgewölbe überspannt. Ein spitzbogiger Chorbogen stellt die Verbindung zum Langhaus her, das mit einer bemalten hölzernen Flachdecke aus der Erbauungszeit überspannt ist. Die Emporen sind U-förmig.
Der Kanzelaltar wurde 1742 von den Gebrüdern Hattorf gestiftet. Er hat seitliche Durchgänge und ist mit Figuren bekrönt. Unter dem Kanzelkorb befindet sich ein Gemälde mit einer Abendmahlsdarstellung. Fast in der Raummitte befindet sich ein kreisförmiges Baptisterium.
Vor dem Altar befindet sich die Gruft für die Familie Hattorf. Zwei Marmorgrabplatten befinden sich rechts und links vom Altar, ein Epitaph an der Südwand.